# Nová Ves (Litovel)
Nová Ves (německy Neudorf) je vesnice, část města Litovel v okrese Olomouc. Nachází se asi 5 km na jihozápad od Litovle. Při sčítání obyvatel v roce 2021 zde bylo evidováno 82 adres a trvale zde žilo 204 obyvatel. U obce se nachází kamenolom a přírodní koupaliště v zatopeném bývalém lomu. V obci jsou aktivní 2 kluby malé kopané - FC PEKLO Nová Ves a SK PROFIT Nová Ves.
Nová Ves leží v katastrálním území Nová Ves u Litovle o rozloze 2,48 km2.
V ranních hodinách 16. března 2020, v době, kdy se Česká republika potýkala s pandemií nemoci covid-19, rozhodli hygienici, s ohledem na prudký nárůst pacientů s tímto onemocněním, o uzavření měst Uničova a Litovle spolu s jejich okolím. Policie oblast střežila a neumožnila nikomu do oblasti vstoupit, ani ji opustit. Jednou z takto zasažených vesnic byla i Nová Ves u Litovle. Uzavření oblasti skončilo 30. března.

## Obyvatelstvo

### Struktura
Vývoj počtu obyvatel za celou obec i  za jeho jednotlivé části uvádí tabulka níže, ve které se zobrazuje i příslušnost jednotlivých částí k obci či následné odtržení. 
| Místní části   | Místní části  | 1869 | 1880 | 1890 | 1900 | 1910 | 1921 | 1930 | 1950 | 1961 | 1970 | 1980 | 1991 | 2001 | 2011 | 2021 |
| -------------- | ------------- | ---- | ---- | ---- | ---- | ---- | ---- | ---- | ---- | ---- | ---- | ---- | ---- | ---- | ---- | ---- |
| Počet obyvatel | část Nová Ves | 334  | 338  | 347  | 353  | 330  | 329  | 320  | 308  | 318  | 297  | 256  | 235  | 226  | 216  | 204  |
| Počet domů     | část Nová Ves | 57   | 62   | 69   | 69   | 68   | 65   | 67   | 82   | -    | 80   | 69   | 78   | 80   | 82   | 82   |

## Fotogalerie

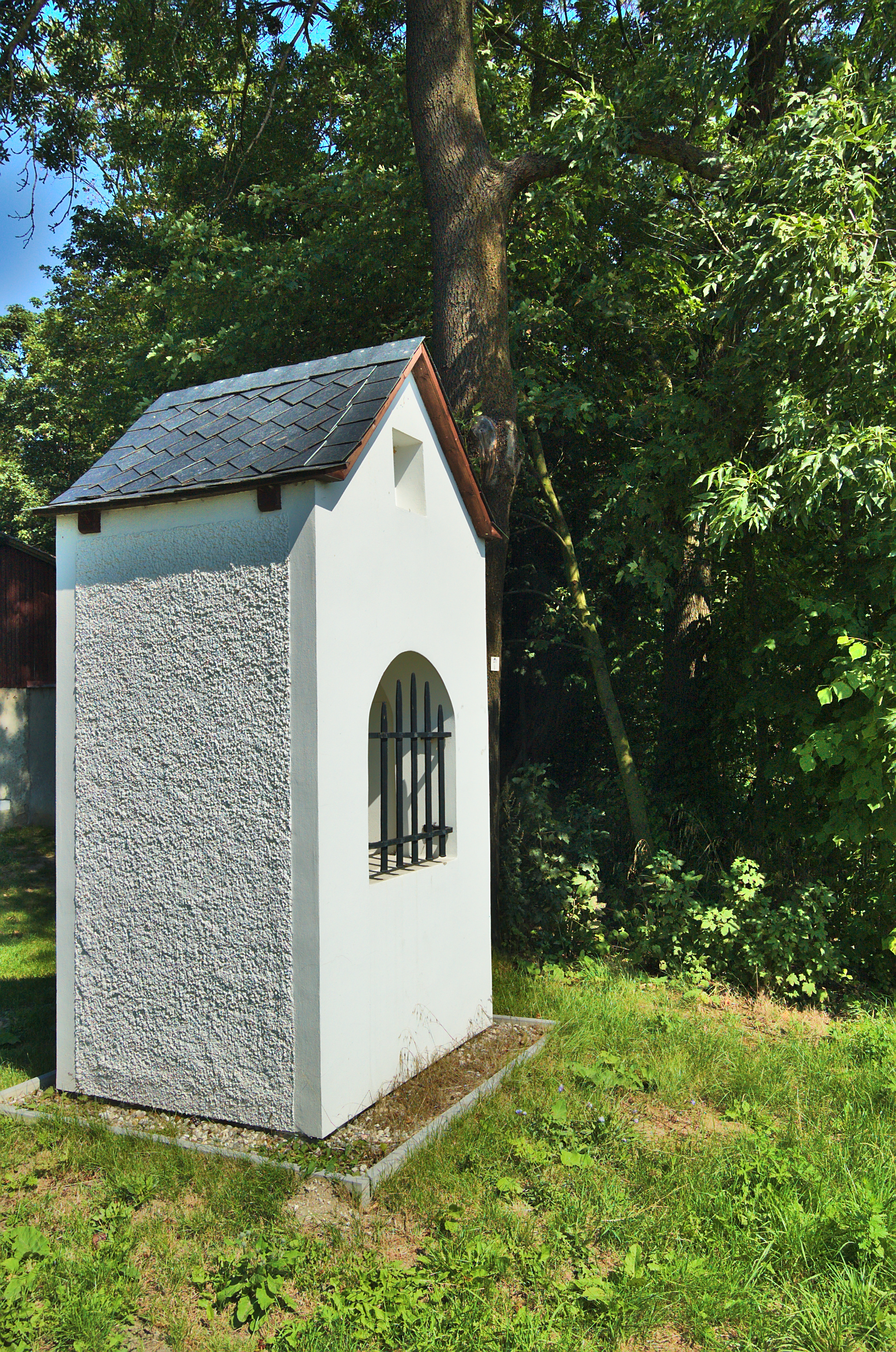
Boží muka u hospody Na Pindě
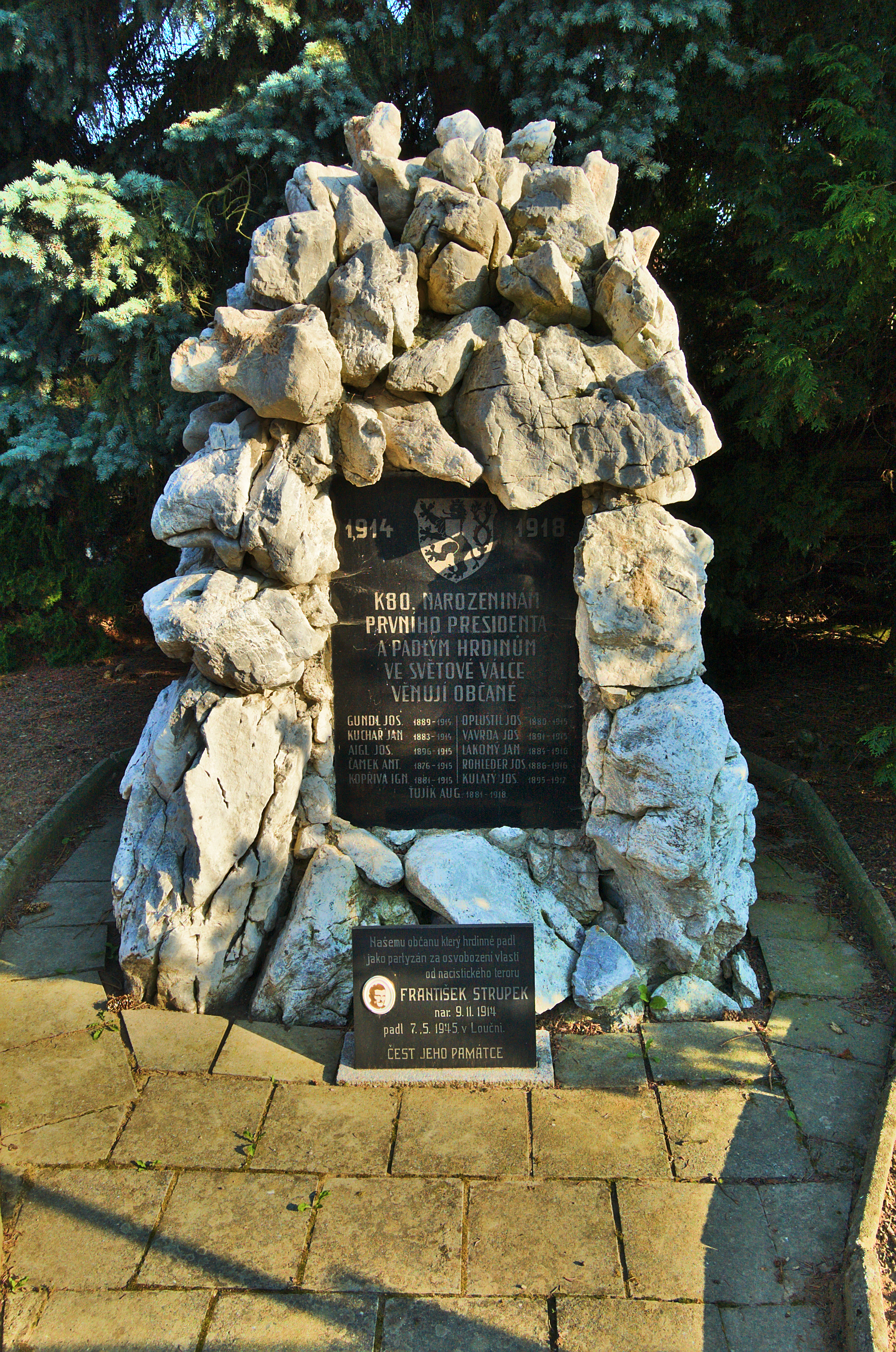
Památník obětem první světové války
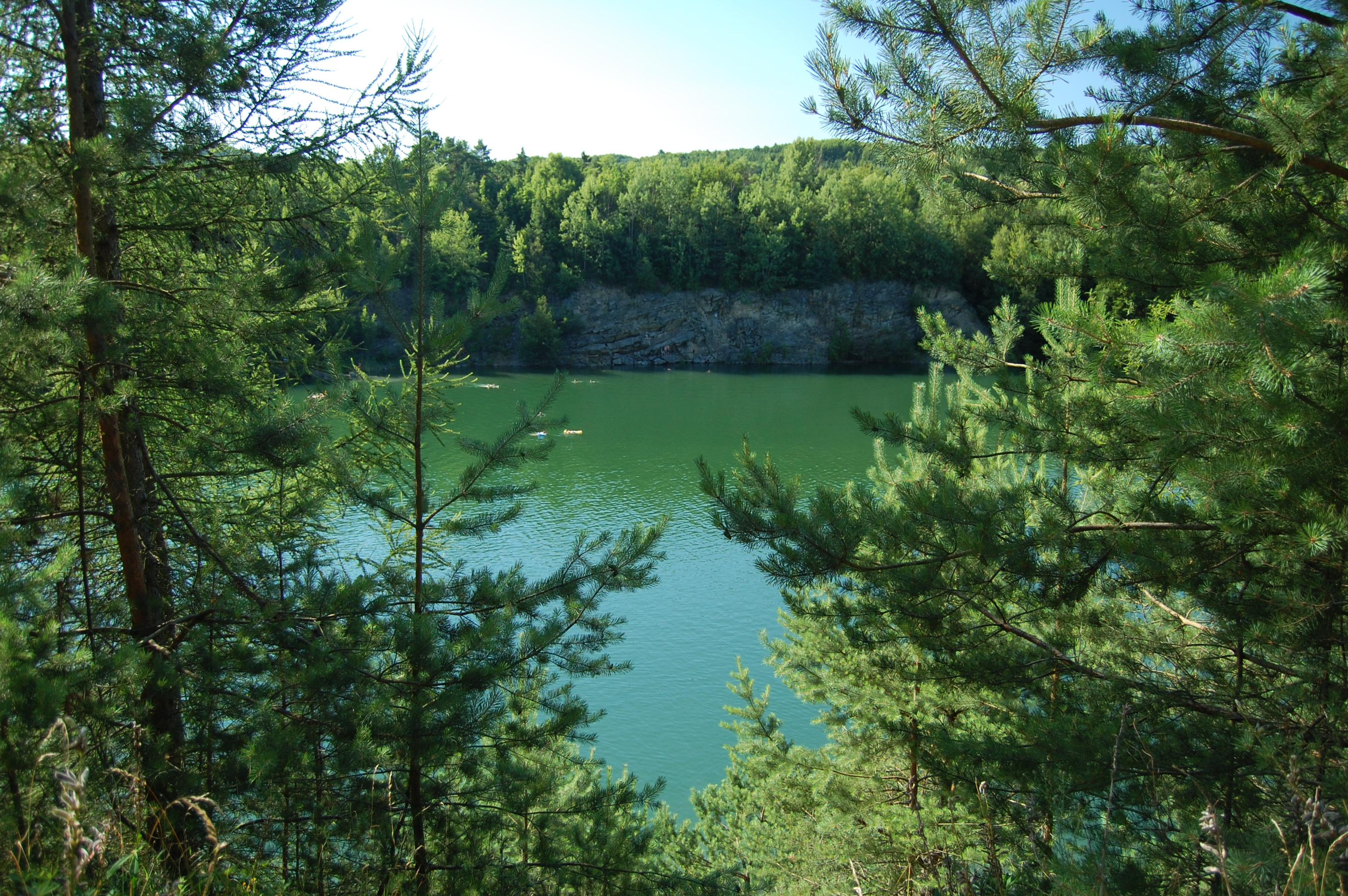
Zatopený lom u obce Nová Ves - pohled směrem k silnici